# Rialto (California)
Rialto è una città degli Stati Uniti, situata nel sud della California, nella contea di San Bernardino.